# Віктор Люстиг
Віктор Люстиг (нім. Victor Lustig; 4 січня 1890, Богемія — 11 березня 1947, Спрингфілд, Міссурі) — австро-угорський та американський шахрай і аферист. Світову славу здобув як «людина, що продала Ейфелеву вежу. Двічі».

## Біографія
Віктор Люстиг походив із вищих верств буржуазії, здобув хорошу освіту і вільно володів п'ятьма мовами. Від бійки в 19 років через дівчину в нього залишився характерний шрам від лівого ока до лівого вуха. Після школи відбував тюремний термін за дрібні злочини.
До Першої світової війни заробляв азартними іграми на трансатлантичних лайнерах, а також продавав «апарат для виробництва доларів», який через 12 годин після продажу переставав функціонувати. З початком війни це джерело доходу вичерпалося.
У 1920 році Віктор Люстиг вирушив у США, де представився графом Віктором Люстигом. Там тонкий знавець людської психології з аристократичними манерами довів свої шахрайські навички до досконалості. Однією з його жертв став Аль Капоне. У 1925 році Люстигу вдалося продати паризькому лахмітнику Ейфелеву вежу, запевнивши його, що вежа нібито продається на злам і він є агентом уряду, що здійснює цю операцію. Обдурений торговець посоромився заявити в поліцію, а Люстиг спробував цей же трюк ще раз. Проте новий покупець вирушив до поліції, і аферу було розкрито.
Втікши в США, Люстиг став фальшивомонетником. Після численних шахрайських історій та навіть втечі з-під варти за день до суду Люстиг був засуджений до 20 років тюремного ув'язнення і поміщений в Алькатрас. 9 березня 1947 року Люстиг помер від пневмонії.